# Verdienstmedaille der Befreiung der Stadt Rom
Die Verdienstmedaille für die Befreiung der Stadt Rom (it. Medaglia ai Benemeriti della Liberazione di Roma) war eine Auszeichnung des Königreiches Italien, welche 1870 per Dekret in drei Stufen vom König Viktor Emanuell II gestiftet wurde. Die Verleihung der Bronzestufe erfolgte an alle italienischen Soldaten im Zuge der Italienischen Unabhängigkeitskriege. Die Silberstufe wurde 24 hochrangigen Persönlichkeiten der Risorgimento sowie der Villa Glori verliehen, die Goldstufe nur zweimal.

## Aussehen und Trageweise
Die goldene, silberne oder bronzene Medaille mit einem Durchmesser von 31,5 mm zeigt auf ihrem Avers mittig den Wappenschild Roms mit der schrägen Aufschrift S.P.Q.R. mit obig aufgesetzten Wolf sowie zwei dahinter diagonal gekreuzte Rutenbündel. In den Zwischenräumen sind Eichenlaubblätter dargestellt. Das Revers zeigt innerhalb zweier gekreuzter Eichenlaubzweige, die sich an ihrem oberen Ende in einem fünfzackigen Stern vereinen, die vierzeilige Inschrift ROMA / RIVENDICATA / AL SUOL / LIBERATORE (Rom behauptet durch seine Befreier den Boden). Getragen wurde die Medaille an der linken oberen Brustseite am roten Band, das mit fünf gelben senkrechten Streifen durchwebt war. Die Farbsymbolik steht dabei für die Stadtfarben Roms. Zur Medaille konnten auch Spangen in Form von Lorbeerrutenbündeln verliehen werden, die es mit den Jahreszahlen 1848, 1849, 1867 und 1870 gab.